# Байдеряково (Шемуршинский район)
Байдеря́ково (чув. Чӑваш Патирек) — деревня в Шемуршинском муниципальном округе Чувашской Республики России.

## История
С 27 сентября 1927 года согласно  закону "Об укрупнении сельских Советов в Чувашской АССР". Байдеряково было административным центром Байдеряковского сельского совета.
С 2004 по 2022 год входило в Трёхбалтаевское сельское поселение.

## География
Деревня находится в юго-восточной части Чувашии, в пределах Чувашского плато, в зоне хвойно-широколиственных лесов, на правом берегу реки Карлы, на расстоянии примерно 12 километров (по прямой) к северо-востоку от Шемурши, административного центра района. Абсолютная высота — 119 метров над уровнем моря.
Климат
Климат характеризуется как умеренно континентальный, с умеренно холодной снежной зимой и тёплым летом. Среднегодовая температура воздуха — 3,1 °С. Средняя температура воздуха самого тёплого месяца (июля) — 18,7 °C (абсолютный максимум — 37 °C); самого холодного (января) — −12,3 °C (абсолютный минимум — −42 °C). Среднегодовое количество атмосферных осадков составляет 530 мм.
Часовой пояс
Деревня Байдеряково, как и вся Чувашия, находится в часовой зоне МСК (московское время). Смещение применяемого времени относительно UTC составляет +3:00.

## Население
| 2010 | 2012 |
| ---- | ---- |
| 511  | →511 |

Половой состав
По данным Всероссийской переписи населения 2010 года в гендерной структуре населения мужчины составляли 48,5 %, женщины — соответственно 51,5 %.
Национальный состав
Согласно результатам переписи 2002 года, в национальной структуре населения татары составляли 56 % из 599 чел.